# Arbo (parroquia)
Arbo (llamada oficialmente Santa María de Arbo) es una parroquia del municipio español de Arbo, en la provincia de Pontevedra, Galicia.

## Toponimia
La parroquia también es conocida por el nombre de Santa María P. de Arbo.

## Historia
Hacia mediados del siglo XIX, el lugar, por entonces referido como una feligresía, tenía contabilizada una población de 904 habitantes. Aparece descrito en el segundo volumen del Diccionario geográfico-estadístico-histórico de España y sus posesiones de Ultramar de Pascual Madoz con las siguientes palabras:

ARBO (Santa Maria de): felig. en la prov. de Pontevedra (8 leg.), dióc. de Tuy (4 1/2), part. jud. de Cañiza (2), y ayunt. del que es cap.: sit. en un plano con inclinacion al S., bien ventilado y sano; reune sobre 240 casas en los barrios de Almuiña, Bouza, Couto, Fuentemaria, Godon, Granja, Lajes, Pazo, Puentecabaleiros y Regadas; hay casas para ayunt. y cárcel, y una escuela indotada, á la cual concurren 50 niños. La igl. parr. (Sta Maria) es curato de térm. y de patronato real y ordinario; junto á ella, en un monte, se encuentra la ermita de San Benito, y entre las casas de la Granja está la capilla de San Pedro. Su escaso térm. confina por N. con monte desp. y alturas de Luneda, por E. con Mouretan, interpuesto el riach. Deva, por S. con el r. Miño, y por O. con Cabeiras: comprende los desp. de Coto de Marcos y Chan del Rey; y en el sitio denominado Chan de la Horca existió la que designaba el señ., jurisd. que ejercia el conde de Salvatierra, y en el barrio del Pazo permanece aun el rollo, frente á la casa municipal, signo del mencionado señ. El terreno es de buena calidad; sus montes y prados poblados de árboles y pasto: los caminos para Cañiza y Puneteareas, muy medianos, y en estos puntos se recibe el correo: prod.: maiz, vino, centeno, trigo, cebada, aceite, lino, legumbres y buena fruta; cria ganado vacuno, lanar y cabrio; hay caza de perdices y conejos, y se pescan lampreas, sábalos y salmones: la ind. se reduce á varios telares para el lino, y algunos molinos harineros; se esporta vino con abundancia: pobl. 226 vec., 904 alm.: contr. con su ayunt. (V.).
(Madoz, 1845, pp. 460-461)

## Organización territorial
La parroquia está formada por cuarenta entidades de población:

### Entidades de población
Entidades de población que forman parte de la parroquia:
- Aduana (A Aduana)
- Aldea (A Aldea)
- Alevadas
- Almuíña (A Almuíña)
- Barca de Loimil (A Barca de Loimil)
- Barca de San Juan (A Barca de San Xoán)(Barca de San Xoán)
- Barreira (A Barreira)
- Bouza (A Bouza)
- Calvos (Os Calvos)
- Carreira da Lama
- Chan (A Chan)
- Consistorio (O Pazo)
- Correlo
- Costa (A Costa)
- Coto de Mourentán
- Couto
- Cruceiro
- Devesa (A Devesa)
- Ferral
- Fuentemaria (Fontemaría)
- Godón
- Granja (A Granxa)(Granxa)
- La Estación (A Estación)
- Lama (A Lama)
- Lajes (As Laxas)(Laxas)
- Maraña (A Maraña)
- Puente Cabaleiros (A Ponte Cabaleiros)(Pontecabaleiros)
- Pumar (O Pumar)
- Regadas (As Regadas)
- Rial do Pazo (O Rial do Pazo)
- Rocha (A Rocha)
- San Benito (San Bieito)
- Teimende
- Torgán (O Torgán)
- Vila (A Vila)

### Despoblados
Despoblados que forman parte de la parroquia:
- Eiras (As Eiras)
- Laguallo (Lagoallo)
- Piedra (A Pedra)
- San Juan (San Xoán)
- Souto (O Souto)

## Demografía
| Gráfica de evolución demográfica de Arbo entre 2000 y 2023 |
|                                                            |
| Datos según el nomenclátor publicado por el INE.           |